# 朝倉景胤
朝仓景胤（あさくら　かげたね，？—1575年（天正3年）），戰國時代武將。朝倉氏一門眾。

## 生平
朝倉景胤是朝倉景連之子，在元龜3年，朝倉義景為了救援近江的淺井長政率3萬2千士兵救援時，亦隨軍出戰。後在天正元年（1573年）8月，主君朝倉義景在刀根坂之战慘敗於織田信長時（一乘谷之戰），朝倉景胤跟朝倉景健死命突圍，讓朝倉義景在鳥居景近跟高橋景業保護下逃往敦賀。隨後又跟朝倉景賴率3百人殿後，結果仍被織田軍先鋒木下藤吉郎擊破，朝倉景胤逃亡，朝倉景賴當場被討死，在朝倉家滅亡後，朝倉景胤跟朝倉景鏡、朝倉景健等人一同投降織田家。。
天正2年（1574年）時，越前一向一揆蜂起，朝倉景胤跟朝倉景健不敵投降一向一揆，當富田長繁與一向一揆作戰時，在長泉寺山布陣旁觀。當信長在天正3年（1575年）起兵反攻越前時，朝倉景健、朝倉景胤再度向織田信長表示臣服，希望獲得信長的赦免。但反遭到信長命令自盡，朝倉景健、朝倉景胤被迫雙雙自盡。